# Plinthograptis
Plinthograptis es un género de polillas tortrícidas categorizado en la tribu Tortricini, de la subfamilia Tortricinae. Fue descrito por Józef Razowski en 1981.

## Especies
- Plinthograptis clostos Razowksi, 1990
- Plinthograptis clyster Razowski, 1990
- Plinthograptis ebogana Razowski, 2005
- Plinthograptis iitae Razowski, 2013
- Plinthograptis pleroma Razowski, 1981
- Plinthograptis rhytisma Razowski, 1981
- Plinthograptis seladonia (Razowski, 1981)
- Plinthograptis sipalia Razowski, 1981